# Tito Okello
Tito Lutwa Okello (ur. 1914 w dystrykcie Kitgum, zm. 3 czerwca 1996 w Kampali) – ugandyjski generał i polityk, prezydent kraju w latach 1985-1986.

## Życiorys
Pochodził z plemienia Acholi, z rodziny ludów nilockich. Ukończył angielską szkołę średnią w Ugandzie. W 1940 rozpoczął służbę wojskową w brytyjskiej armii kolonialnej w Ugandzie jako żołnierz King's African Rifles. Miał stopień generała majora. Na początku lat siedemdziesiątych był dowódcą 2. brygady piechoty w Masaka. W 1971 stanął na czele buntu przeciwko rządowi generała Idi Amina, a następnie na czele 2 tysięcy żołnierzy udał się do Tanzanii, przyłączając się do przeciwników Amina. W 1972 kierował inwazją oddziałów partyzanckich na Ugandę. W 1979 powrócił do kraju i wziął udział w obaleniu Amina. Po objęciu władzy przez Miltona Obote został mianowany w 1980 dowódcą armii ugandyjskiej. Uczestniczył w obaleniu prezydenta Obote 27 lipca 1985. 29 lipca tego samego roku stanął na czele Rady Wojskowej i nowego rządu. Został obalony w styczniu 1986 przez Yoweriego Museveniego.